# Michael Portmann
Michael Portmann (* 2. Juli 1975 in Escholzmatt) ist ein schweizerischer Historiker. Seine Arbeitsgebiete sind Jugoslawien im 20. Jahrhundert, die Nationalitätenpolitik Jugoslawiens (1944–1991), die Geschichte der Vojvodina und das State Building in Südosteuropa im 19. Jahrhundert.

## Leben
Portmann besuchte von 1992 bis 1997 das Primarlehrerseminar des Kantons Luzern. Zwischen 1997 und 1998 war er als Primarschullehrer an verschiedenen Schulen im Kanton Luzern tätig. In den Jahren 1998 bis 2003 studierte er Ost- und Südosteuropäische Geschichte und Slawistik an der Universität Wien mit dem Abschlusstitel Magister philosophiae. Mit einem Stipendiat der Zeit-Stiftung Hamburg absolvierte er von 2003 bis 2005 sein Doktoratsstudium an der Universität Wien mit dem akademischen Grad Doctor philosophiae. Portmann ist seit 2006 wissenschaftlicher Mitarbeiter an der Historischen Kommission der Österreichischen Akademie der Wissenschaften, und seit 2008 Lehrbeauftragter an der Universität Bern. In den Sommersemestern 2008 und 2009 war er Lehrbeauftragter an der Universität Wien. Seit September 2009 ist er Mitglied der Kommission für Geschichte und Kultur der Deutschen in Südosteuropa, e. V. in Tübingen.

## Veröffentlichungen
- Die kommunistische Revolution in der Vojvodina 1944–1952: Politik, Gesellschaft, Wirtschaft, Kultur (= Zentraleuropa-Studien. Band 13). Wien 2008 (Ausgezeichnet mit dem Richard G. Plaschka-Preis der phil.-hist. Klasse der Österreichischen Akademie der Wissenschaften 2010).
- Gemeinsam mit Marija Wakounig, Wolfgang Mueller (Hrsg.): Nation, Nationalitäten und Nationalismus im östlichen Europa. Festschrift zum 65. Geburtstag für Arnold Suppan, Wien 2010, 704 Seiten (hierzu s. Völkertafel (Steiermark))
- Gemeinsam mit Wolfgang Mueller (Hrsg.): Osteuropa vom Weltkrieg zur Wende (= Zentraleuropa-Studien. Bd. 10), Wien 2007, 423 Seiten.
- Kommunistische Abrechnung mit Kriegsverbrechern, Kollaborateuren, 'Volksfeinden' und 'Verrätern' in Jugoslawien während des Zweiten Weltkriegs und unmittelbar danach (1943–1950). GRIN Verlag, 2002, ISBN 978-3-638-70864-7 (Diplomarbeit Mag. phil.).
- Diverse Aufsätze in Büchern, Sammelbänden und Zeitschriften